# Custodio Dos Reis
Pour les articles homonymes, voir Dos Reis.
Custodio Dos Reis, né le 30 novembre 1922 à Rabat au Maroc et mort le 26 novembre 1959 à Bône en Algérie, est un coureur cycliste français d'origine portugaise. Il a remporté une étape du Tour de France en 1950.

## Palmarès

### Par année
- 1946
  - 2ea, 3ea, 12eb et 15ea étapes du Tour du Portugal
- 1947
  - 13e et 14e étapes du Tour du Portugal
- 1948
  - Paris-Cayeux
- 1950
  - 14e étape du Tour de France
- 1951
  - 3e et 5e étapes du Tour du Maroc
- 1952
  - 3e du Circuit de l'AIn

### Résultats sur le Tour de France
2 participations
- 1949 : 54e
- 1950 : 26e, vainqueur de la 14e étape